# Francis Creek
Francis Creek è un comune degli Stati Uniti, situato in Wisconsin, nella Contea di Manitowoc.